# Liste des ducs de Schleswig-Holstein-Sonderbourg-Glücksbourg
Liste des ducs de Schleswig-Holstein-Sonderbourg-Glücksbourg.

## Origine
Issue de la Maison d'Oldenbourg, la Maison de Schleswig-Holstein-Sonderbourg est née lors des partages du duché de Schleswig-Holstein intervenus entre :
- les fils du duc Jean de Schleswig-Holstein-Sonderbourg (mort en 1622), dernier fils du roi Christian III de Danemark, lui-même fils du roi Frédéric Ier...
  - ... et demi-frère aîné du duc Adolphe de Holstein-Gottorp dont la branche devait accéder au trône impérial de Russie en 1762 sous le nom de Romanov, ainsi qu'au duché d'Oldenbourg (Frédéric-Auguste en 1773, fils puîné de Christian-Auguste) et à la couronne de Suède (Adolphe-Frédéric en 1751, autre fils de Christian-Auguste) : cf. l'article Holstein-Gottorp,
- puis entre les fils d’Alexandre de Schleswig-Holstein-Sonderbourg (mort en 1627), lui-même troisième fils dudit duc Jean.

Rappelons que les comtes d'Oldenbourg accédèrent au trône de Danemark en 1448 avec Christian Ier (1426-1481), comte d'Oldenbourg en 1440-1448, aussi roi de Norvège en 1450 et de Suède en 1457, puis en 1460 duc de Schleswig et comte de Holstein (duc en 1474), père de Frédéric Ier (1471-1533) et grand-père de Christian III de Danemark (1503-1559). Christian Ier était le fils du comte Thierry d'Oldenbourg et d'Hedwige de Holstein-Slesvig, fille de Gérard VI de Holstein et de Slesvig. Hedwige de Holstein descendait des anciens rois de Danemark, de Suède, de Norvège, et était l'héritière des comtes de Holstein et des ducs de Slesvig/Schleswig.
Les descendants en lignée masculine de Frédéric II de Danemark, fils aîné de Christian III et frère du duc Jean, ont possédé la couronne de Danemark jusqu'à Frédéric VII († en 1863 ; arrière-petit-fils de Frédéric V), ainsi que, en union personnelle,
- le Holstein et le Slesvig, aussi jusqu'à Frédéric VII,
- et l'Oldenbourg de 1667 jusqu'à Christian VII qui le céda aux Holstein-Gottorp en 1773 ; auparavant, de 1448 à 1667, Oldenbourg relevait de la branche fondée par le dernier frère du roi Christian Ier, Gérard (1430-1500) : sa lignée se termina avec Antoine-Gonthier, † 1667,
- alors que Delmenhorst était allé à leur frère Maurice (1428-1464), père de Jacques (de) (1463-1484) : ensuite Delmenhorst (de) échut aux Oldenbourg.

Puis le trône danois échut en 1863 aux Schleswig-Holstein-Beck-Glücksbourg en la personne de Christian IX, le beau-père de l'Europe, qu'on retrouvera plus loin (sa femme Louise de Hesse-Cassel était une nièce maternelle de Christian VIII et lui-même un arrière-petit-fils maternel de Frédéric V ; mais Christian IX perdit le Schleswig et le Holstein en 1864 à l'issue de la Guerre des Duchés), jusqu'à son arrière-arrière-petite-fille Margrethe II.

(les parentés s'établissent de père à fils, sauf mention contraire) : 

Armoiries du Duché de Schleswig-Holstein-Sonderbourg-Glücksbourg

## Lignée de Sonderbourg ensuite Franzhagen
- 1622-1627 : Alexandre de Schleswig-Holstein-Sonderbourg, fils du duc Jean
- 1627-1653 : Jean-Christian de Schleswig-Holstein-Sonderbourg, aussi duc de Schleswig-Holstein-Franzhagen (de) (à Schulendorf) en 1634 (premier fils d'Alexandre). Franzhagen venait du duc François II de Saxe-Lauenbourg, dont deux des gendres étaient fils du duc Jean : Philippe de Glücksbourg et Frédéric de Norbourg, ci-dessous ; finalement, leur neveu Jean-Christian de Sonderbourg en hérita.
- 1653-1667 : Christian-Adolphe de Schleswig-Holstein-Sonderbourg-Franzhagen.

Il cède Sonderbourg au roi de Danemark en 1667 et règne à Franzhagen jusqu'à sa mort en 1702
- 1702-1707 : Léopold-Christian de Schleswig-Holstein-Franzhagen
- 1707-1708 : Louis-Charles de Schleswig-Holstein-Franzhagen, son frère
- 1708-1709 : Christian-Adolphe II de Schleswig-Holstein-Franzhagen (1707 - † 1709), son fils.

### Lignée dite Silésienne
- 1627-1667 : Alexandre-Henri de Schleswig-Holstein-Sonderbourg (deuxième fils d'Alexandre ci-dessus)
- 1667-1702 : Ferdinand-Léopold de Schleswig-Holstein-Sonderbourg, son fils ;
- 1702-1737 : Alexandre-Rodolphe de Schleswig-Holstein-Sonderbourg, son frère.

### Lignée d’Augustenbourg
- 1627-1689 : Ernest-Gonthier de Schleswig-Holstein-Sonderbourg-Augustenbourg (troisième fils d'Alexandre)
- 1689-1692 : Frédéric de Schleswig-Holstein-Sonderbourg-Augustenbourg
- 1692-1731 : Ernest-Auguste de Schleswig-Holstein-Sonderbourg-Augustenbourg, son frère
- 1731-1754 : Christian-Auguste de Schleswig-Holstein-Sonderbourg-Augustenbourg, son neveu, fils de Frédéric-Guillaume
- 1754-1794 : Frédéric-Christian Ier de Schleswig-Holstein-Sonderbourg-Augustenbourg
- 1794-1814 : Frédéric-Christian II de Schleswig-Holstein-Sonderbourg-Augustenbourg (son frère cadet Charles-Auguste est prince héritier de Suède en 1810)
- 1814-1852 : Christian-Auguste II de Schleswig-Holstein-Sonderbourg-Augustenbourg (1798-1869) (sa mère est Louise-Augusta de Danemark, et son frère cadet Frédéric fonde la branche des comtes de Nore)
- 1869-1880 : Frédéric-Auguste de Schleswig-Holstein-Sonderbourg-Augustenbourg : issu du mariage inégal de son père Christian-Auguste II, il revendique cependant en 1863 les duchés de Schleswig et de Holstein comme chef de la Maison d'Oldenbourg et plus proche parent agnatique de Frédéric VII  — alors que son père Christian-Auguste avait renoncé à ses droits sur lesdits duchés en 1852 au profit de la Couronne danoise : cf. l'article Guerre des Duchés. Frédéric-Auguste s'intitule donc désormais duc de Schleswig-Holstein (son frère cadet Christian est un gendre de la reine Victoria)
- 1880-1921 : Ernest-Gonthier II, duc de Schleswig-Holstein (sa sœur Augusta-Victoria est la femme du kaiser Guillaume II)
- 1921-1931 : Albert, duc de Schleswig-Holstein, son cousin germain, fils de Christian

Le titre de duc de Schleswig-Holstein passe alors à Frédéric II de Glücksbourg ci-dessous, dont la mère Caroline-Mathilde était la fille du duc Frédéric-Auguste et la sœur d'Ernest-Gonthier II.

### Lignée de Beck (àLöhne, Ulenburg) puis deGlücksbourg
- 1627-1675 : Auguste-Philippe de Schleswig-Holstein-Sonderbourg-Beck (cinquième fils d'Alexandre)
- 1675-1689 : Auguste de Schleswig-Holstein-Sonderbourg-Beck
- 1689-1719 : Frédéric-Guillaume Ier de Schleswig-Holstein-Sonderbourg-Beck
- 1719-1728 : Frédéric-Louis de Schleswig-Holstein-Sonderbourg-Beck, son oncle
- 1728-1749 : Frédéric-Guillaume II de Schleswig-Holstein-Sonderbourg-Beck
- 1749-1757 : Frédéric-Guillaume III de Schleswig-Holstein-Sonderbourg-Beck
- 1757-1774 : Charles-Louis de Schleswig-Holstein-Sonderbourg-Beck, son oncle
- 1774-1775 : Pierre-Auguste de Schleswig-Holstein-Sonderbourg-Beck, son frère
- 1775-1816 : Frédéric-Charles-Louis de Schleswig-Holstein-Sonderbourg-Beck, son petit-fils, fils de Charles-Antoine-Auguste
- 1816-1831 : Frédéric-Guillaume IV de Schleswig-Holstein-Sonderbourg-Glücksbourg, reçoit Glücksbourg (2e lignée) en 1825, et marie Louise-Caroline de Hesse-Cassel, fille de Louise de Danemark et petite-fille de Frédéric V
- 1831-1878 : Charles de Schleswig-Holstein-Sonderbourg-Glücksbourg
- 1878-1885 : Frédéric de Schleswig-Holstein-Sonderbourg-Glücksbourg, son frère [un frère cadet des ducs Charles et Frédéric, Christian IX de Danemark, le beau-père de l'Europe, est à l'origine des rois de Danemark (1863), de Grèce (Georges Ier en 1863 ; un de ses petits-fils, Philip, duc d'Édimbourg, épouse la reine Élisabeth II) et de Norvège (Haakon VII en 1905)]
- 1885-1934 : Frédéric-Ferdinand de Schleswig-Holstein-Sonderbourg-Glücksbourg (1855-1934)
- 1934-1965 : Frédéric II de Schleswig-Holstein-Sonderbourg-Glücksbourg (1891-1965), duc de Schleswig-Holstein, chef de la Maison d'Oldenbourg
- 1965-1980 : Pierre de Schleswig-Holstein-Sonderbourg-Glücksbourg
- 1980-2023 : Christophe de Schleswig-Holstein-Sonderbourg-Glücksbourg
- Depuis 2023 : Friedrich Ferdinand de Schleswig-Holstein-Sonderbourg-Glücksbourg

### Lignée deWiesenbourg(de)
- 1627-1689 : Philippe-Louis de Schleswig-Holstein-Sonderbourg-Wiesenbourg (huitième fils d'Alexandre)
- 1689-1724 : Frédéric de Schleswig-Holstein-Sonderbourg-Wiesenbourg
- 1724-1744 : Léopold de Schleswig-Holstein-Sonderbourg-Wiesenbourg

Wiesenburg est cédé à Auguste de Saxe dès 1724.

## 1reLignée deGlücksbourg
- 1622-1663 : Philippe de Schleswig-Holstein-Sonderbourg-Glücksbourg (septième fils de Jean ci-dessus)
- 1663-1698 : Christian de Schleswig-Holstein-Sonderbourg-Glücksbourg
- 1698-1729 : Philippe-Ernest de Schleswig-Holstein-Sonderbourg-Glücksbourg
- 1729-1766 : Frédéric de Schleswig-Holstein-Sonderbourg-Glücksbourg
- 1766-1779 : Frédéric-Henri-Guillaume de Schleswig-Holstein-Sonderbourg-Glücksbourg

Glüksbourg est réuni au Danemark à la mort de Frédéric-Henri-Guillaume en 1779.

## Lignée dePlön
- 1622-1671 : Joachim-Ernest Ier de Schleswig-Holstein-Plön (dixième fils de Jean)
- 1671-1704 : Jean-Adolphe Ier de Schleswig-Holstein-Plön
- 1704-1706 : Léopold-Auguste de Schleswig-Holstein-Plön, son petit-fils, fils d'Adolphe Auguste
- 1706-1722 : Joachim-Frédéric de Schleswig-Holstein-Plön-Norbourg, son grand-cousin, fils d'Auguste de Plön-Norbourg (frère cadet de Jean-Adolphe Ier ; Norbourg ou Nordborg sur l'île d'Als : le titre ducal avait d'abord été porté par deux oncles d'Auguste et Jean-Adolphe Ier : Jean-Adolphe, 5e fils du duc Jean, puis Frédéric, 6e fils du duc Jean, suivi de son propre fils Jean-Bogislaw (de))
- 1722-1729 : Jean-Adolphe II de Schleswig-Holstein-Plön-Rethwisch, son cousin germain, fils de Joachim-Ernest II duc de Rethwisch (un frère de Jean-Adolphe Ier et d'Auguste)
- 1729-1761 : Frédéric-Charles de Schleswig-Holstein-Plön, son petit-cousin, fils de Christian-Charles et petit-fils d'Auguste

Réunion avec le Danemark en 1761 à la mort de Frédéric-Charles.